# FK Radnički 1923
Az FK Radnički 1923 (Szerbül: Фудбалски клуб Рaднички 1923, latin betűkkel: Fudbalski klub Radnicski 1923) egy szerb labdarúgócsapat, melynek székhelye Kragujevacban található. Jelenleg a Jelen Superligaban szerepel.

## Történelem
A klubot 1923-ban alapították Mladi Radnik néven. Első mérkőzését az FK Triglav ellen játszotta és 2–0-s vereséget szenvedett. 1929-ben megváltoztatták a klub nevét. Az új neve KFK Radnički lett. 1969-ben a jugoszláv bajnokság első osztályába jutott, miután osztályozón legyőzte a Sutjeska és a Crvenka együtteseit. 1969. szeptember 7-én egy nagy győzelmet ért el, amikor 4–1 arányban legyőzte a Partizan Beogradot. 1969. szeptember 15-én 4–4-et játszott a brazil Santos ellen. Első szezonja után, a Radnički 15. helyen végzett. Az átlagnézőszáma 10850 volt, ami a bajnokságban a második legmagasabbnak számított.
2010-ben az FK Šumadija Radnički 1923 –mely néven csak évig szerepelt a csapat (2009/10)– egyesült az FK Šumadija 1903 együttesével és az új név FK Radnički 1923 lett.

## Jelenlegi keret
| #  |     | Poszt | Név                         |
| -- | --- | ----- | --------------------------- |
| 2  | SRB | V     | Ivan Božović                |
| 3  | SRB | V     | Marko Ristić                |
| 4  | CRO | V     | Miloš Tintor                |
| 5  | SRB | V     | Željko Milošević (Kapitány) |
| 6  | SRB | KP    | Stefan Nedović              |
| 7  | SRB | KP    | Vladan Binić                |
| 8  | SRB | KP    | Miloš Lepović               |
| 9  | SRB | KP    | Nenad Stojaković            |
| 10 | SRB | KP    | Stanimir Milošković         |
| 11 | SRB | CS    | Filip Kostić                |
| 14 | SRB | KP    | Ivan Obrovac                |
| 15 | SRB | V     | Radosav Aleksić             |
| 16 | BIH | CS    | Stefan Udovičić             |

| #   |     | Poszt | Név                  |
| --- | --- | ----- | -------------------- |
| 17  | SRB | KP    | Žarko Karamatić      |
| 18  | SRB | CS    | Darko Spalević       |
| 20  | SRB | KP    | Stefan Petrović      |
| 21  | SRB | CS    | Predrag Živadinović  |
| 22  | SRB | K     | Ognjen Čančarević    |
| 24  | SRB | V     | Petar Pavlović       |
| 29  | SRB | V     | Lazar Rosić          |
| 30  | SRB | K     | Danilo Pustinjaković |
| 31  | SRB | KP    | Igor Krmar           |
| 32  | SRB | KP    | Ivan Petrović        |
| 33  | SRB | V     | Ljubo Nenadić        |
| 99  | SRB | K     | Hristijan Josifović  |
| TBA | SRB | KP    | Nikola Simić         |

### Ismertebb játékosok
| - Predrag Đorđević - Svetozar Gođevac - Miodrag Gudžulić - Milija Ilić - Srboljub Krivokuća - Milojko Kurčubić - Nenad Lalatović - Danko Lazović - Bojan Mališić - Novica Matić - Čedomir Mićović - Milašin Milić - Stanimir Milošković - Vladeta Nikolić | - Žarko Olarević - Sava Paunović - Slobodan Paunovski - Radovan Radaković - Vlada Radivojević - Zoran Radosavljević - Đorđe Rakić - Zoran Ristić - Dragan Simić - Predrag Spasić - Saša Stevanović - Aleksandar Stojanović - Momčilo Stojanović - Nikodije Tatović | - Nemanja Tomić - Vladimir Vučković - Vladeta Žabarac - Akwasi Oduro - Edison Amaral - Vladimir Božović - Ivica Kralj - Aleksandar Madžar - Obele Okeke Onyebuchi - Aminu Sani - Răzvan Chiriţă - Dmitri Shikhovtsev |

## Külső hivatkozások
- Hivatalos honlap (szerb)